# Kepler-35
Kepler-35 ist ein Doppelsternsystem im Sternbild Schwan. Beide Sterne werden von einem Exoplaneten mit der Bezeichnung Kepler-35 b umrundet.
Das System besteht aus zwei der Sonne vergleichbaren Gelben Zwergen. Masse und Radius beider Komponenten sind etwas kleiner als bei der Sonne. Kepler-35 A und B kreisen einmal in etwas weniger als 21 Tagen auf einer exzentrischen Bahn um ihr gemeinsames Baryzentrum.
Für einen Umlauf um den Doppelstern benötigt Kepler-35 b rund 131 Tage. Entdeckt wurde der Exoplanet durch das Kepler-Teleskop.